# Storie della tua vita
Storie della tua vita (Stories of Your Life and Others) è una antologia di racconti di Ted Chiang pubblicata nel 2002, che raccoglie le prime otto pluripremiate opere di narrativa dell'autore, a partire da Torre di Babilonia, del 1990, fino all'inedita Il piacere di ciò che vedi: un documentario.
Tre dei racconti contenuti hanno vinto il Premio Nebula, due il Premio Hugo e uno il Premio Locus per il miglior racconto lungo.

## Elenco dei racconti
- Torre di Babilonia (Tower of Babylon, 1990)
- Capire (Understand, 1991)
- Divisione per zero (Division by Zero, 1991)
- Storia della tua vita (Story of Your Life, 1998)
- Settantadue lettere (Seventy-two Letters, 2000)
- L'evoluzione della scienza umana (The Evolution of Human Science, 2000)
- L'inferno è l'assenza di Dio (Hell is the Absence of God, 2001)
- Il piacere di ciò che vedi: un documentario (Liking What You See: a Documentary, 2002)

## Torre di Babilonia
- Titolo originale: Tower of Babylon
- Prima pubblicazione originale: Omni, novembre 1990
- Precedenti edizioni italiane: Supernovæ (The Year's Best Science Fiction: Eight Annual Collection), Interno Giallo/Mondadori, 1993; Millemondi Primavera 2001: Nuove avventure nell'ignoto (The Fantasy Hall of Fame), Mondadori, 2001.
- Riconoscimenti: Premio Nebula, candidatura Premio Hugo

Il racconto è ispirato alla versione ebraica del mito della Torre di Babele e all'immagine fantastica di un castello nel cielo, come il Castello dei Pirenei di Magritte.

## Capire
- Titolo originale: Understand
- Prima pubblicazione originale: Isaac Asimov's Science Fiction Magazine, agosto 1991
- Riconoscimenti: candidatura Premio Hugo

È il racconto più vecchio della raccolta. Ha ricevuto diversi rifiuti, prima che l'autore potesse vantare nel proprio curriculum la frequentazione della Clarion University of Pennsylvania ed ottenere risposte migliori.
Il tema di una percezione accresciuta, una "superintelligenza" intesa non solo come miglioramenti quantitativi ma anche come una vera e propria nuova forma di conoscenza della realtà, è stata suggerita originariamente dall'idea che il protagonista del romanzo La nausea di Sartre, invece di vedere solo mancanza di senso attorno a sé, trovasse senso e ordine.

## Divisione per zero
- Titolo originale: Division by Zero
- Prima pubblicazione originale: Full Spectrum 3, giugno 1991

Il racconto nasce dal senso di soggezione provato di fronte alla sorprendente equazione eπ i + 1 = 0 e dall'idea che la dimostrazione dell'incoerenza della matematica sia una delle peggiori scoperte che si possano fare.

## Storia della tua vita
- Titolo originale: Story of Your Life
- Prima pubblicazione originale: Starlight 2, 1998
- Precedenti edizioni italiane: Strani universi 2, Editrice Nord, 1999; Millemondi Estate 2000: Al suono di una musica aliena (Year's Best SF 4), Mondadori, 2000.
- Riconoscimenti: premio Nebula e premio Sturgeon

Il racconto parla di un primo incontro tra alieni e umani ma dal punto di vista di una linguista che deve comunicare con gli alieni. Il racconto si concentra sul linguaggio alieno e su come il modo di concepire il tempo abbia influenzato la lingua aliena e di conseguenza la linguista che sta cercando di apprendere la nuova lingua. 
Dal racconto è stato tratto il film Arrival.

## Settantadue lettere
- Titolo originale: Seventy-two Letters
- Prima pubblicazione originale: Vanishing Acts, 2000
- Precedenti edizioni italiane: Mille e una galassia (Year's Best SF 6), Mondadori, 2004.
- Riconoscimenti: Premio Sidewise per la storia alternativa

## L'evoluzione della scienza umana
- Titolo originale: The Evolution of Human Science
- Prima pubblicazione originale: Nature, 2000

## L'inferno è l'assenza di Dio
- Titolo originale: Hell is the Absence of God
- Prima pubblicazione originale: Starlight 3, 2001
- Precedenti edizioni italiane: I premi Hugo 2002, Editrice Nord, 2003.
- Riconoscimenti: Premio Hugo per il miglior racconto, Premio Nebula, Premio Locus per il miglior racconto lungo, Premio Seiun; candidato al Premio Sturgeon

## Il piacere di ciò che vedi: un documentario
- Titolo originale: Liking What You See: a Documentary
- Prima pubblicazione originale: edito per la prima volta in questa raccolta
- Riconoscimenti: candidatura Premio Sturgeon

## Edizioni
- Ted Chiang, Storie della tua vita, traduzione di Giovanni Lussu, collana Scritture, Stampa Alternativa & Graffiti, 2008,  p. 294, ISBN 978-88-6222-030-9.
- Ted Chiang, Storie della tua vita, traduzione di Christian Pastore, collana Pickwick, Sperling & Kupfer, 2018,  p. 313, ISBN 978-88-6836-419-9.
- Ted Chiang, Storie della tua vita, traduzione di Marinella Magrì, collana Revival, Ne/oN, 2025,  p. 368, ISBN 979-12-8177-748-4.